# 신돈 (드라마)
《신돈》(辛旽)은 2005년 9월 24일부터 2006년 5월 7일까지 방영된 MBC 주말 특별기획 드라마로 대하사극이다. 또한 대한민국 사극에서 디지털 방식의 HD급 고화질 방송 계획에 따라 4:3 비율 SD로 제작된 마지막 작품이다.
본 드라마는 작가 박종화의 소설 《다정불심》이 원작으로 처음에는 원작과 동일한 제목으로 제작하고 있었지만, 손창민이 신돈 역으로 캐스팅되면서 지금의 제목으로 바뀌었으며, 더불어 손창민은 1988년 《춘향전》 이후 처음으로 사극에 출연했다.
한편, 드라마에 대해 고려궁과 팔관회 등을 재연한 화려한 영상미를 볼 수 있어 좋았지만 주인공인 손창민이 《불량 주부》에서의 코믹한 이미지가 여전했던 상황에서 신돈을 밝고 호방한 캐릭터로 그려냈다는 지적 등이 있기도 했다.

## 등장 인물

### 주요 인물
- 손창민 : 신돈 역 (아역 김경환)
- 정보석 : 공민왕 역
- 서지혜 : 노국공주 역
- 서지혜 : 반야 역 (아역 방준서, 전하은)
- 오만석 : 원현 역
- 강문영 : 초선 역

### 왕실 인물
- 엄유신 : 명덕태후 역
- 김여진 : 덕녕공주 역
- 지성원 : 희비 윤씨 역
- 민병현 : 충목왕 역
- 최영주 : 충정왕 역
- 최정원 : 순정왕후 역
- 문정희 : 혜비 이씨 역
- 이지은 : 익비 한씨 역
- 서지승 : 정비 안씨 역
- 최수한 : 우왕 역 (아역 이디엘)
- 미상 : 창왕 역

### 고려문신
- 송재호 : 이제현 역
- 김상순 : 염제신 역
- 장기용 : 윤시우 역
- 정성모 : 이인복 역
- 이종만 : 유탁 역
- 박종관 : 홍언박 역
- 강상구 : 기현 역
- 임병기 : 이춘부 역
- 이범우 : 이인 역
- 김명수 : 경천흥 역
- 배도환 : 이인임 역
- 김선동 : 김속명 역
- 전인택 : 이색 역
- 염재욱 : 김구용 역
- 이건 : 임박 역
- 하성광 : 정몽주 역

### 고려무신
- 김명국 : 정세운 역
- 정명환 : 조일신 역
- 윤철형 : 김용 역
- 김병춘 : 김원명 역
- 김영인 : 유인우 역
- 순동운 : 김림 역
- 강민서 : 김첨수 역
- 강민석 : 강원보 역
- 정욱 : 김원봉 역
- 이새벽 : 안우 역
- 김춘기 : 이방실 역
- 나재균 : 김득배 역
- 이종구 : 인당 역
- 최상훈 : 최영 역

### 조선
- 전병옥 : 이자춘 역
- 이진우 : 이성계 역
- 송승용 : 이지란 역

### 환관, 상궁
- 이정섭 : 안도치 역
- 이두섭 : 최만생 역
- 유정우 : 이강달 역
- 허윤정 : 김상궁 역
- 조명희 : 박상궁 역
- 미상 : 홍륜 역

### 스님
- 오현경 : 월선 역
- 유종근 : 덕운 역
- 임혁 : 보우 역
- 전태성 : 지효 역
- 이정길 : 공철 역

### 원나라 인물

#### 부원배
- 김혜리 : 기황후 역
- 김정하 : 영안왕대부인 이씨 역
- 이대연 : 기철 역
- 최재호 : 기원 역
- 조덕현 : 기륜 역
- 국정환 : 기철의 집사 역
- 김주영 : 권겸 역
- 김영석 : 노책 역
- 윤순홍 : 조소생 역
- 김기준 : 조도치 역
- 허기호 : 덕흥군 역
- 구보석 : 최유 역

#### 황실
- 이석구 : 원 순제 역
- 오건우 : 쿤란태자 역
- 서성광 : 아유시리다라 역 (아역 김종호, 이풍운)
- 안치용 : 원 위왕 역

#### 관료
- 남영진 : 박불화 역
- 서광재 : 완자불화 역
- 손화령 : 홍화 역
- 왕태언 : 패라첩목아 역

#### 승려
- 김건호 : 상원 역
- 이봉규 : 석옥 역
- 유재익 : 대관사 라마승 역
- 채용 : 티벳사원 라마승 역
- 안정훈 : 티벳 불자 역

### 송나라(홍건적)
- 금동현 : 관선생 역
- 이상인 : 관선생의 부관 역

### 명나라
- 김규열 : 채빈 역

### 그 외 인물
- 김종호 : 어의 역
- 이진화 : 우대언 역
- 이창환 : 신원경 역
- 양은용 : 옥천사의 여종 역
- 전수지 : 반야의 생모 역
- 한영수 : 초선의 집사 역
- 최은숙 : 이제현의 부인 역

## 제작진
- 기획 : 정운현
- 연출 : 김진민
- 조연출 : 이상엽, 이경선
- 극본 : 정하연
- 촬영 : 송인혁
- 조명 : 황명호
- 동시녹음 : 김재규
- 편집 : 황금봉
- 미술 : 장태준
- 음악 : 황상준, 노형우, 류형욱, 김창범

## 결방 사유
- 2005년 10월 15일 : MBC 대학가요제 편성으로 인해 결방
- 2005년 12월 31일 : MBC 가요대제전 1~2부 편성으로 인해 결방
- 2006년 1월 1일 : 신년특집 〈도전! 2006 독일 월드컵〉 편성으로 인해 결방[4]
- 2006년 1월 28일 : 설 특선영화 《공공의 적 2》 편성으로 인해 결방[5]
- 2006년 1월 29일 : 설 특선영화 《댄서의 순정》 편성으로 인해 결방[5]